# Lotten Roos
Anna Maria Lotten Roos, född 26 juni 1971 i Sånga, är en svensk skådespelare.

## Biografi
Roos är uppväxt i Marieholm i Eslövs kommun och har en mastersutbildning från 2001 i drama vid Teaterhögskolan i Helsingfors.
Hon har arbetat som frilans i ett antal teateruppsättningar, tv-serier och filmer. Hon har vidare varit regissör för Lunds Stifts kyrkospel Brittsommar 2014–2015, Har du tid? 2016–2017 och Någon som du 2018.
Roos har 2020 blivit uppmärksammad för sin medverkan i Jakten på en mördare, där hon spelar polisen Monica Olhed, en av de bärande rollerna i serien.

## Filmografi (i urval)
- 2003 – Mannen som log (receptionist)
- 2009 – Oskuld (förhörspolis)
- 2009 – Wallander – Skytten (Inger)
- 2010 – Födelsedag (Katarina)
- 2010 – Svinalängorna (Inga-Lill)
- 2013 – Wallander - mordbrännaren (mamma på barnkalas)
- 2015 – Unga Sophie Bell (polis)
- 2019 – Min Värld i Din (Marianne)
- 2023 – Banandansen (Elizabeth von Renen)

## TV
- 2011 – Bron
- 2012–2015 – Robins (SVT)
- 2020 – Jakten på en mördare (Monica Olhed)
- 2021 – Tunna Blå Linjen (läkare)
- 2023 – En helt vanlig familj (Siri, prästen)
- 2023 – Sanningen (Åsa)

## Teater

### Roller (ej komplett)
| År   | Roll   | Produktion             | Regi                       | Teater                  |
| ---- | ------ | ---------------------- | -------------------------- | ----------------------- |
| 2005 |        | Röd                    |                            | Teater Lilith           |
| 2006 |        | Festen                 |                            | Malmö dramatiska teater |
| 2006 |        | Lysistrate             |                            | Teater Halland          |
| 2007 |        | Pretty Subfrau         |                            | Subfrau                 |
| 2009 |        | Jösses flickor         |                            | Malmö Stadsteater       |
| 2010 |        | Genom blodet           |                            | Teater Halland          |
| 2011 |        | Subbtales              |                            | Malmö Stadsteater       |
| 2014 |        | Den stora förändringen |                            | Frau Division           |
| 2014 |        | Brittsommar            |                            | Lunds Stifts Kyrkospel  |
| 2016 |        | Har du tid?            |                            | Lunds Stifts Kyrkospel  |
| 2018 |        | Någon som du           |                            | Lunds Stifts Kyrkospel  |
| 2021 | Polina | Måsen Anton Tjechov    | Eva Dahlman (skådespelare) | Malmö Stadsteater       |